# Положення «Поза грою» (футбол)

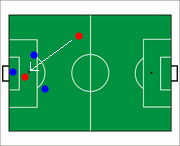
Положення поза грою у футболі

Положення «поза грою», також офсайд (від англ. offside) описується в правилі 11 футбольних правил.
Спортсмен, що знаходиться на половині поля суперника, має право приймати м'яч від партнера за умови, що (1) в момент передачі між ним і лінією воріт знаходиться не менше двох гравців суперника, включаючи воротаря, або якщо (2) в момент передачі він перебуває не ближче до лінії воріт, ніж м'яч. Якщо жодна з цих умов не витримана, вважається, що цей гравець перебуває в положенні поза грою.

## Визначення положення поза грою
Перебування гравця в положенні поза грою саме собою не є порушенням правил. Порушенням воно стає у тому випадку, якщо гравець, що опинився в положенні поза грою, бере активну участь у грі («активне» положення поза грою). Для цього є три «критерії активної гри»:
- Футболіст втручається в гру (отримує м'яч);
- Футболіст заважає грати суперникові (загороджує поле зору, умисно відволікає його, заважає перехопити м'яч);
- Футболіст отримує перевагу завдяки своїй позиції (коли м'яч відлітає від стійки чи перекладини воріт або супротивника).

У випадку, якщо жоден з цих критеріїв не можна застосувати до гравця, що перебуває в положенні поза грою, таке положення вважається «пасивним» і не кваліфікується як порушення. Рішення стосовно того, чи була «активна гра» (і, відповідно, порушення правил), залишається на розсуд арбітра.
Положення поза грою немає в таких випадках:
- Гравець перебуває на своїй половині поля;
- Гравець знаходиться врівні з передостаннім гравцем або м'ячем або позаду них;
- Під час удару від воріт, вкидання з-за бокової лінії, кутового удару.

Коли фіксується порушення внаслідок положення поза грою, команді, що обороняється, призначається вільний удар з того місця, де відбулося порушення.

## Штучне положення поза грою
Команда, що обороняється, щоб зірвати атаку суперника, виводить захисників вперед. Тоді нападник супротивника опиняється в положенні поза грою. Правила 2003 року введені для того, щоб заохочувати атакувальний футбол і зменшити кількість таких ситуацій.